# Флавий Аблабий
Вижте пояснителната страница за други личности с името Аблабий.
Флавий Аблабий (на латински: Flavius Ablabius; Ablabios; * Крит; † 338, Константинопол) е политик на Римската империя през 4 век и приближен на император Константин I Велики.

## Биография
Аблабий е роден в бедна фамилия на остров Крит и е християнин. Работи като чиновник при управителя на Крит, забогатява чрез морска търговия и става приближен на император Константин. Издига се и през 324 и 326 г.[ неясно? ] става викарий на провинция Азия. От 326 г. в Италия, а след това до 337 г.[ неясно? ] в Азия той е преториански префект без служебен печат.
През 331 г. Аблабий е консул заедно с Юний Бас. През 337 г. е уволнен от император Констанций II и по-късно екзекутиран заради вероятните му намерения да стане император.
Дъщеря му Олимпия е сгодена за по-късния император Констант, но двамата не се женят.
Неговата къща в Константинопол принадлежи по-късно на Гала Плацидия.